# 제이유나
박준하(1996년 1월 27일 ~ )는 대한민국의 가수다. 2020년 싱글 [inspiration]으로 데뷔했다.

## 방송
- 슈퍼밴드2 (2021) - 5위

## 공연
- 그랜드 민트 페스티벌 2019 (2019)
- 2020 인디 콘택트(INDIE CONTACT) (2020)
- 그랜드 민트 페스티벌 2021 (2021)

## 수상
- 2019년 무소속프로젝트 TOP8
- 2019년 제30회 유재하음악경연대회 동상
- 2019년 신한카드 루키 프로젝트 금상